# Holger Rupprecht
Holger Rupprecht, né le 19 janvier 1953 à Gadebusch, est un homme politique allemand membre du Parti social-démocrate d'Allemagne (SPD).

## Biographie

### Formation
Il obtient son Abitur en 1971, puis étudie l'éducation physique et la géographie à l'école supérieure de pédagogie de Potsdam. En 1975, il reçoit son diplôme et devient professeur à Dömitz pour deux ans.

### Carrière
En 1977, il est muté à Potsdam. Treize ans plus tard, il est nommé directeur adjoint de l'école où il travaille. Il n'exerce cette responsabilité qu'un an, puis prend la direction par intérim du gymnasium Humboldt de Potsdam jusqu'en 1993. À partir de cette année, il en est directeur jusqu'en 2004.

### Ministre de l'Éducation de Brandebourg
Politiquement indépendant, Holger Rupprecht est nommé ministre régional de l'Éducation, de la Jeunesse et des Sports du Brandebourg dans la grande coalition de Matthias Platzeck le 13 octobre 2004. Il rejoint le Parti social-démocrate d'Allemagne (SPD) l'année suivante.
Le 6 novembre 2009, il est reconduit dans ses fonctions au sein de la nouvelle coalition rouge-rouge entre le SPD et Die Linke. Il est alors le seul ministre du gouvernement sortant maintenu à son poste. Pris dans une polémique sur l'utilisation de son véhicule de fonction, il démissionne le 27 janvier 2011 et est remplacé par Martina Münch.